# Sindrome culturale
L'espressione sindrome culturale indica in psichiatria culturale ed in antropologia medica, un quadro clinico che unisce disturbi somatici e psichici, con un significato particolare e tipico di un certo spazio culturale o gruppo etnico.
La nozione di "sindrome culturalmente caratterizzata" o, come è più noto in ambito internazionale, "culture- bound syndrome"(CBS),è stata fonte di notevoli controversie. In particolare il dibattito che vede come protagoniste le CBS è incentrato sulla definizione della loro natura. Alla prospettiva che le considera come prodotti culturali unici, determinati da uno specifico contesto sociale, infatti, si contrappone quella che li definisce come forme locali di un processo morboso universale. Più specificatamente, a tal proposito, si sono affermate due posizioni: una posizione universalistica, secondo la quale le malattie derivano da processi universali, ma il modo in cui si manifestano è modellato dalla cultura cui l’individuo appartiene, in base alla quale gli individui selezionano alcuni sintomi associati ad una condizione di malattia e ne mettono in ombra altri. A tale posizione universalistica si è contrapposta quella del relativismo culturale. Secondo quest’ultima prospettiva in ogni società esiste una certa nosologia, in quanto ogni società distingue comportamenti normali e patologici in modo peculiare.Questo significa che, secondo il modello del relativismo culturale, ogni cultura ha una valenza in quanto tale, per questo alcune sindromi possono essere considerate normali in un determinato contesto, ma in un altro possono essere ritenute patologiche. Mentre insomma per gli universalisti le sindromi culturali sono espressioni culturalmente elaborate di fenomeni neuropsicologici o psicopatologici, per i relativisti culturali una sindrome legata alla cultura è espressione di costrutti specifici di quella cultura e non può essere appresa in modo acontestualizzato, al di fuori di quella cultura, le cui credenze sono costitutive della sindrome. 

## Origini del concetto di culture-bound syndrome
La nozione secondo cui dei disturbi psichiatrici possono essere ristretti ad una singola cultura o un gruppo di culture non è nuova. Già nel XVIII secolo, George Cheyene (1733) pubblicò the English Maladay, in cui raccolse una serie di disturbi nervosi che egli sosteneva fossero più diffusi in Inghilterra che altrove. Cheyene ridusse ciò a determinati fattori o caratteristiche culturali che egli riteneva fossero tipicamente inglesi.
Verso il XIX secolo , a partire dalle descrizioni di W. Gilmor Ellis e di Blonk su dei disturbi ignoti in Europa, che essi riscontrarono essere particolarmente diffusi in Malesia (tra cui Amok, Latah e Koro), si iniziarono a diffondere resoconti medici di altri psichiatri che, dopo di loro, si addentrarono nella descrizione e nell’interpretazione di presunte patologie esotiche. Infatti, prima che venisse coniato il termine “sindrome culturale”, si parlava di “sindromi esotiche”, proprio perché si trattava di patologie diffuse in culture esotiche e assolutamente assenti in Occidente. Questo però, come hanno individuato diversi studiosi comportava il tentativo di comprendere i disturbi psichici di popolazioni diverse nel quadro nosologico della psichiatria occidentale senza, però, considerare il contesto in cui tali sindromi si palesavano e assumevano significato. A tal proposito diversi studiosi (tra cui Classidy, Ritenbaugh, Signorini, Ciminelli) misero in evidenza l’ambiguità e i limiti della nozione di culture-bound syndrome e, sempre a tal proposito, Italo Signorini affermò che il concetto di CBS aveva una valenza discriminatoria in quanto distingueva e svalutava i disturbi esotici rispetto a quelli occidentali che erano implicitamente considerati culture-free.
Un contributo originale allo studio dei disturbi esotici, nonché l'approccio più fecondo per interpretare e comprendere le CBS fu offerto da George Devereux che in un suo saggio, intitolato “Normale e Anormale” del 1956, distinse quattro tipi di categorie etnopsichiatriche di disturbi della personalità e tra questi individuò i disturbi etnici. Secondo l’Autore, i disturbi etnici sono strutturati culturalmente (infatti nella maggioranza dei casi il gruppo culturale di appartenenza elabora teorie specifiche riguardo alla natura, alle cause, ai sintomi, all'evoluzione e alla prognosi di tali disturbi), con una specifica denominazione locale e ogni area culturale possiede uno o più disturbi di questo tipo. In particolare secondo George Devereux la cultura mette a disposizione di individui sottoposti a tensioni una serie di difese sotto forma di sintomi prestutturati: è come se la cultura fornisse a coloro che soffrono di dissesti psichici delle modalità di comportamento da adottare (modalità che Devereux stesso definisce "modelli di cattiva condotta") e, di conseguenza, i sintomi di questi i sintomi di questi disturbi sono socialmente strutturati proprio perché è la cultura che fornisce ai propri membri chiare indicazioni su quali sono le modalità corrette per esprimere il proprio disagio psichico. Ciò significa che la sintomatologia dei disturbi etnici sono determinati dal nostro apparato culturale di appartenenza. Le formulazioni di Devereux, però,  sono state a lungo inevase in quanto si è preferito classificare questi disturbi esotici attraverso gli strumenti della nosologia psichiatrica tradizionale piuttosto che intraprendere una prospettiva interpretativa per cogliere il significato culturale che i disturbi mentali assumono in contesti non occidentali e in questo modo ha prevalso la volontà di esportare il pensiero biomedico occidentale dominante, imponendo così alle sindromi esotiche le categorie psichiatriche occidentali.
Solo nel 1962 fu coniata l’espressione "culture bound syndrome" da Paw Meng Yap, uno psichiatra cinese che lavorava ad Honk Hong. Egli nel 1951 pubblicò “ Mental Diseases Peculiar to Certain Cultures” e nel 1962 etichettò questi disturbi come “atypical culture bound psychogenic psychoses” e in seguito, nel 1967, come “culture-bound reactive syndromes” o, più semplicemente, “culture-bound syndromes”. In questo modo le sindrome esotiche vennero etichettate come culture- bound syndromes. Yap, coniando questo termine, diede un grande contributo alle presa di coscienza del fatto che oltre agli elementi biologici , genetici e organici anche la cultura svolge un ruolo molto importante nell’insorgenza e nel decorso della malattia.
Successivamente il concetto di “culture-bound syndrome" (o sindrome culturalmente caratterizzata) trovò appoggio dalla visione culturale della psicologia che si fonda sull’approccio della continuità  tra psiche e cultura: secondo questo approccio la psiche viene considerata come incarnazione particolare, individuale, della cultura, che a sua volta è costituita dal concorso delle espressioni particolari della prima.  Da questa visione complessa di psicologia nasce l’approccio della psicologia culturale,  una disciplina centrata sull’analisi delle interrelazioni fra individuo e contesto, partendo dal presupposto che cultura e processi psicologici siano indissolubilmente legati. I ricercatori che fanno parte di questo modello di psicologia culturale, infatti, sostengono che cultura e pensiero e comportamento sono indistinguibili e inseparabili e che le strutture mentali e i processi psicologici individuali possono essere compresi solo se si tiene conto dello specifico contesto culturale di appartenenza del soggetto e, in più, sostengono che i significati e le pratiche di un gruppo culturale influenzano e modellano le strutture mentali e i processi psicologici delle persone che ne fanno parte (anche quelli disfunzionali). La psicologia culturale, che si occupa del fenomeno della malattia mentale, si lega a diverse discipline, tra cui l’etnopsichiatria, una corrente della psichiatria dedita a mettere in risalto l’eziologia culturale dei disturbi mentali. Data l’importanza che, in questo ambito, riveste l’etnopsichiatria, le sindromi culturalmente determinate vengono anche definite sindromi etnopsichiatriche. Una disciplina strettamente legata all’etnopsichiatria è l’antropologia medica che assunse un ruolo cruciale in questo ambito, poiché diede centralità ai fattori socio-culturali per quanto riguarda le patologie e le relative prognosi. Recentemente alcuni Autori (Ryder, Ban & Chentsova‐Dutton) hanno proposto di coadiuvare le varie correnti che riflettono una visione integrata tra psicologia e cultura all’interno di un unico campo di studio : La psicologia clinico-culturale. Questo nuovo approccio disciplinare considera la cultura, la mente ed il cervello come livelli multipli di un unico sistema, denominato appunto culture-mind-brain, per cui nessun livello può essere compreso se isolato dagli altri.

## Esempi
- Amok (Malesia, Indonesia)
- Koro (Asia)
- Taijin kyōfushō (対人恐怖症? Giappone, Corea)
- Latah (Malesia, Indonesia)
- Hwa-byung (Corea)
- Tarantismo (Puglia e Basilicata)